# میدوری ناکا
میدوری ناکا (انگلیسی: Midori Naka; ۱۹ ژوئن ۱۹۰۹ – ۲۴ اوت ۱۹۴۵) یک هنرپیشه اهل ژاپن بود.